# 木兰乡 (武汉市)
木兰乡，是中华人民共和国湖北省武汉市黄陂区下辖的一个乡镇级行政单位。

## 行政区划
木兰乡下辖以下地区：
塔尔岗社区、雨霖村、小泉山村、塔耳岗村、天子冲村、姚岗村、七里岗村、刘咀村、青石村、将军庙村、桥店村、桥头边村、柳畈村、小寨村、柿子集村、经堂村、长岗村、友爱村、王湾村、磨盘村、七里冲村、甲山村、白石村、富家寨村、静山村、同兴集村、仙台寺村、椿树岗村、旋峰寺村、令牌店村、马鞍寨村、姚湾村、芦子河村、刘岗村、德兴村、谌寨村、梳店村、双泉村和宁岗村。

## 中国传统村落
2012年，双泉村大余湾被评为首批“中国传统村落”。